# 坂井三恵
坂井 三恵（さかい みえ、1976年9月22日 - ）は、神奈川県出身の女優。

## 人物
- 身長:168cm、B80,W58,H85
- 特技：ピアノ バレーボール 日舞
- 趣味：カメラ スポーツ観戦
- オフィシャルサイト：坂井三恵Official

## 主な出演作品

### 映画
- 黒い家
- 6週間
- キネマ通りの人々
- 模倣犯
- パルコフィクション
- 「incubator（インキュベーター）〜絶体絶命、それがチャンス！〜」
- ハッピーフライト

### テレビドラマ
- ルージュ
- スタイル!
- ムコ殿
- 塩カルビ
- 被害者同盟
- 心と技の日本遺産
- 茶の道
- ルームシェアの女

### バラエティ番組
- 新作映画情報番組「シネマ★タクシー」（映画専門チャンネル・ムービープラスCS）
- 「隠れ家ごはん!〜メニューのない料理店〜」（テレビ朝日系）レギュラーアシスタント

### CM
- NEC 「ビッグローブ」
- EPSON 「カラリオ」
- KOSE 「ルミナス」
- 富士フイルム 「DVDきれい撮り」
- アクサダイレクト「アクサでよかった篇」
- キリンビール 「淡麗」
- バンダイ 「メガブロック」
- 出光興産 「ウルトラ出光人」
- 本田技研工業 「インサイト エコグランプリ」
- ハウス食品 「親子でフルーチェ」

### 舞台
- 「岡本でございます！」 （新宿THEATER/TOPS　　2008.3.12(水)〜23(日)）
  - 作・池田真一　演出・石山英憲  主演・西村雅彦にて初舞台を踏む。
- 「夏の穴」 （青山円形劇場　　2009.9.16(水)〜20(日)）
  - 作・池田真一　演出・西村雅彦・大木玉樹  主演・西村雅彦